# Logården

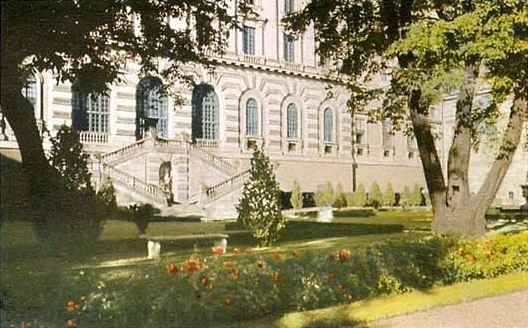
Logården på 1940- eller 1950-talet.

Logården är en trädgård vid Stockholms slott, belägen mot Skeppsbron och Saltsjön mellan slottets sydöstra och nordöstra flyglar.
- En förklaring till namnet kan vara att man höll vilda djur i gården, vargar, lodjur, rävar och även lejon. Även det gamla slottet Tre Kronor hade en liknande "gård" men där hette den Lejongården eller Leopardgården.[1]
- Enligt en annan tolkning härrör namnet från den ”lodgården” som låg utanför nordöstra delen av Slottet Tre kronor. I bottenvåningen innanför hade artilleriet sina förråd och verkstäder. Kanonkulorna, som kallades ”lod”, lagrades i lodgården. Senare förvanskades namnet till ”Logården”.[2]

År 1798 anlades den "Kungl. Slottsträdgården" som var en engelsk park i miniatyr efter Fredrik Magnus Pipers ritningar. Under åren 1922 till 1930 byggdes Logården om, från dåtidens parkanläggning till dagens mera öppna yta med vattenspeglar på vardera sidan om gången från östra valvet ut till Skeppsbron. 
Axel Magnus Fahlcrantz utformade Logårdsmuren, även kallad Logårdsbarriären, och järnstaketet vid Logården, vilka uppfördes 1820–1822. Barriären med sina balusterdockor är tillverkade av Stockholmsgranit. I Logården finns två amforor i marmor, som Gustav III importerade från Italien för utplacering i Hagaparken i Solna kommun. Höjden på dem är 1,70 meter (exklusive granitsockeln) och den största diametern är cirka 0,75 meter. Av de ursprungligen fyra importerade amforor finns två kvar i Hagaparken (se Hagaparkens urnor).
Nedanför Logården ligger slottets brygga vid Skeppsbron och båtburna gäster kan tas emot uppför Logårdstrappan in till slottet.

## Bilder

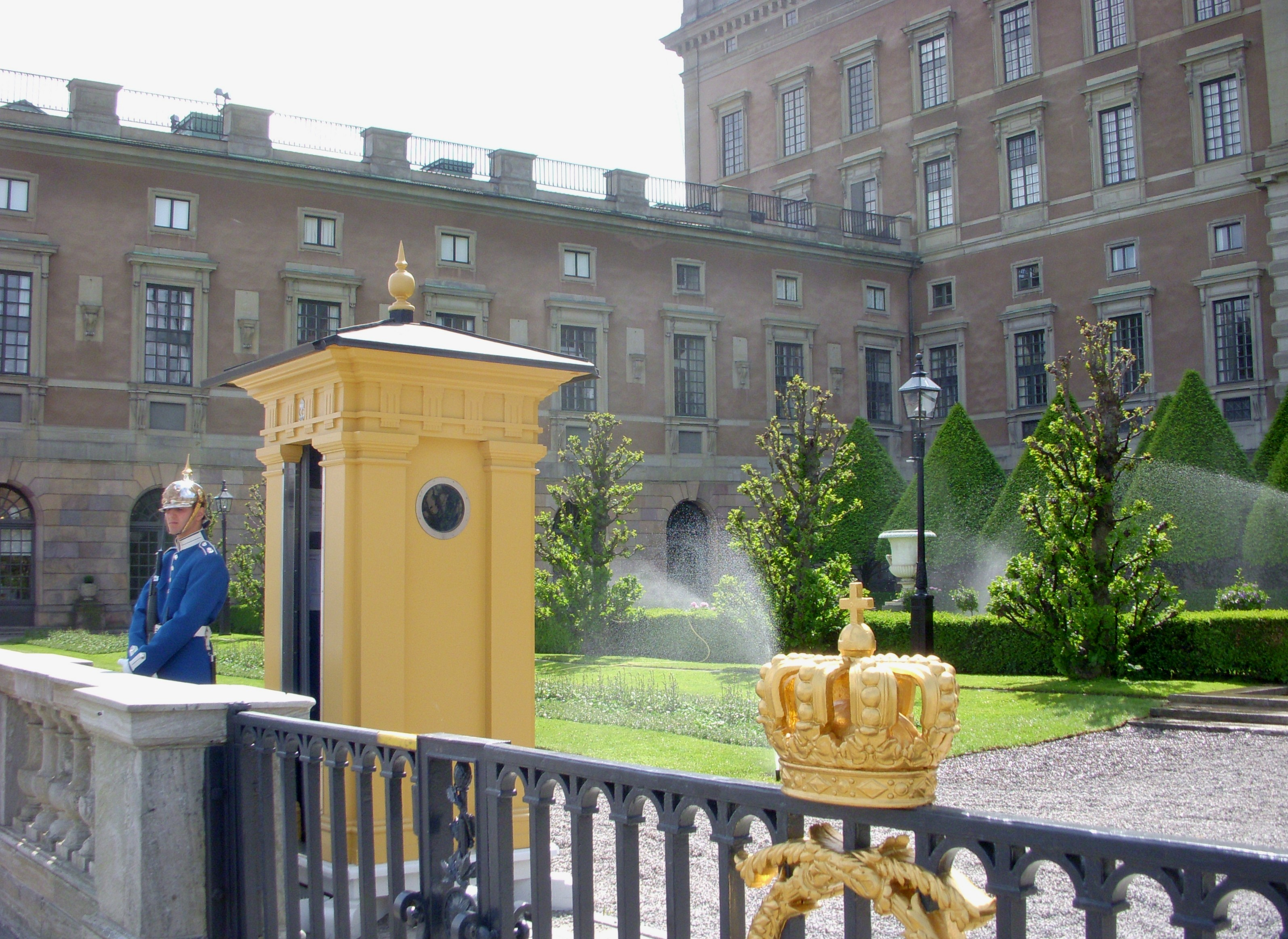
Logården och högvakten.
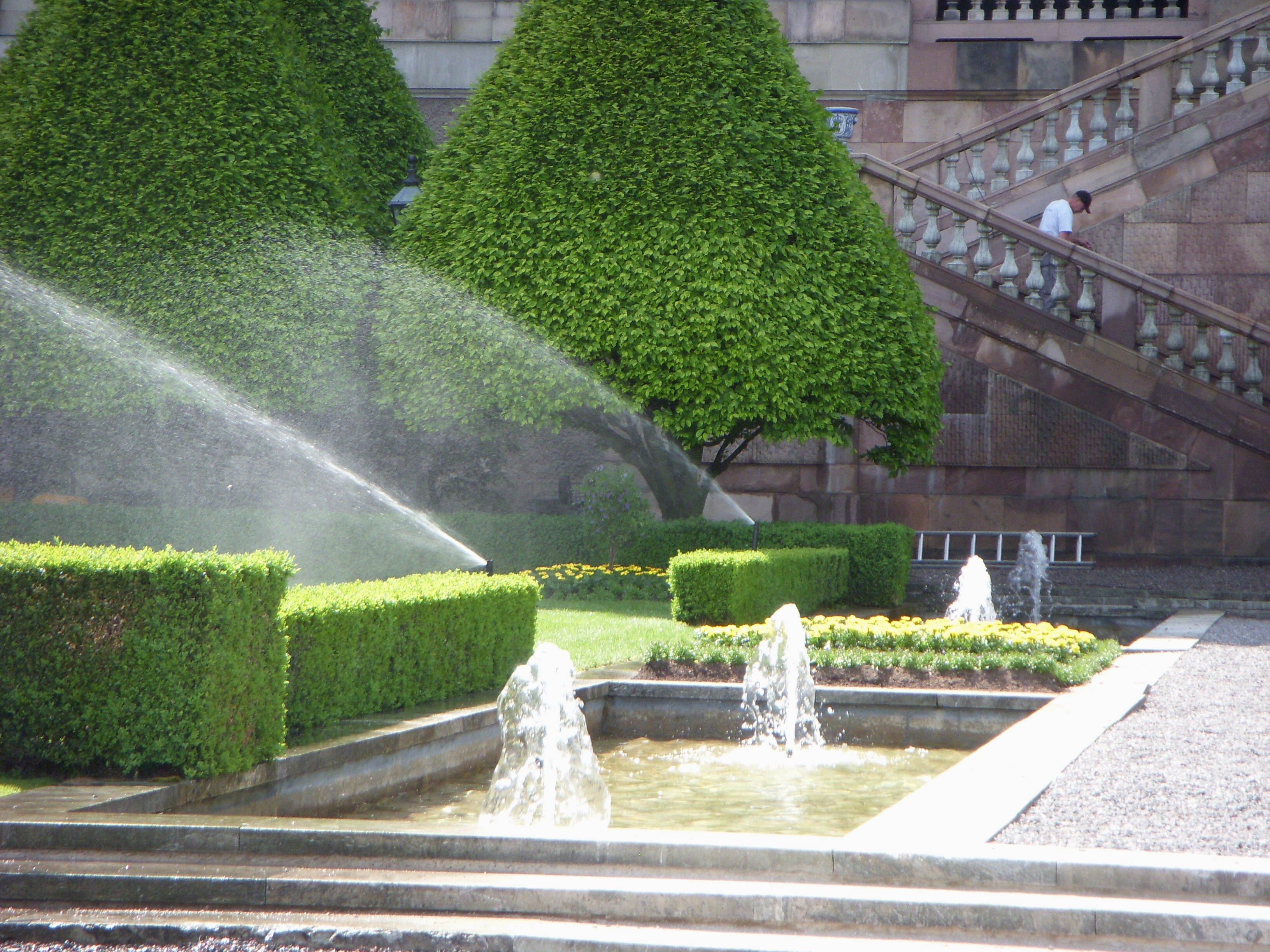
Logården och Logårdstrappan.
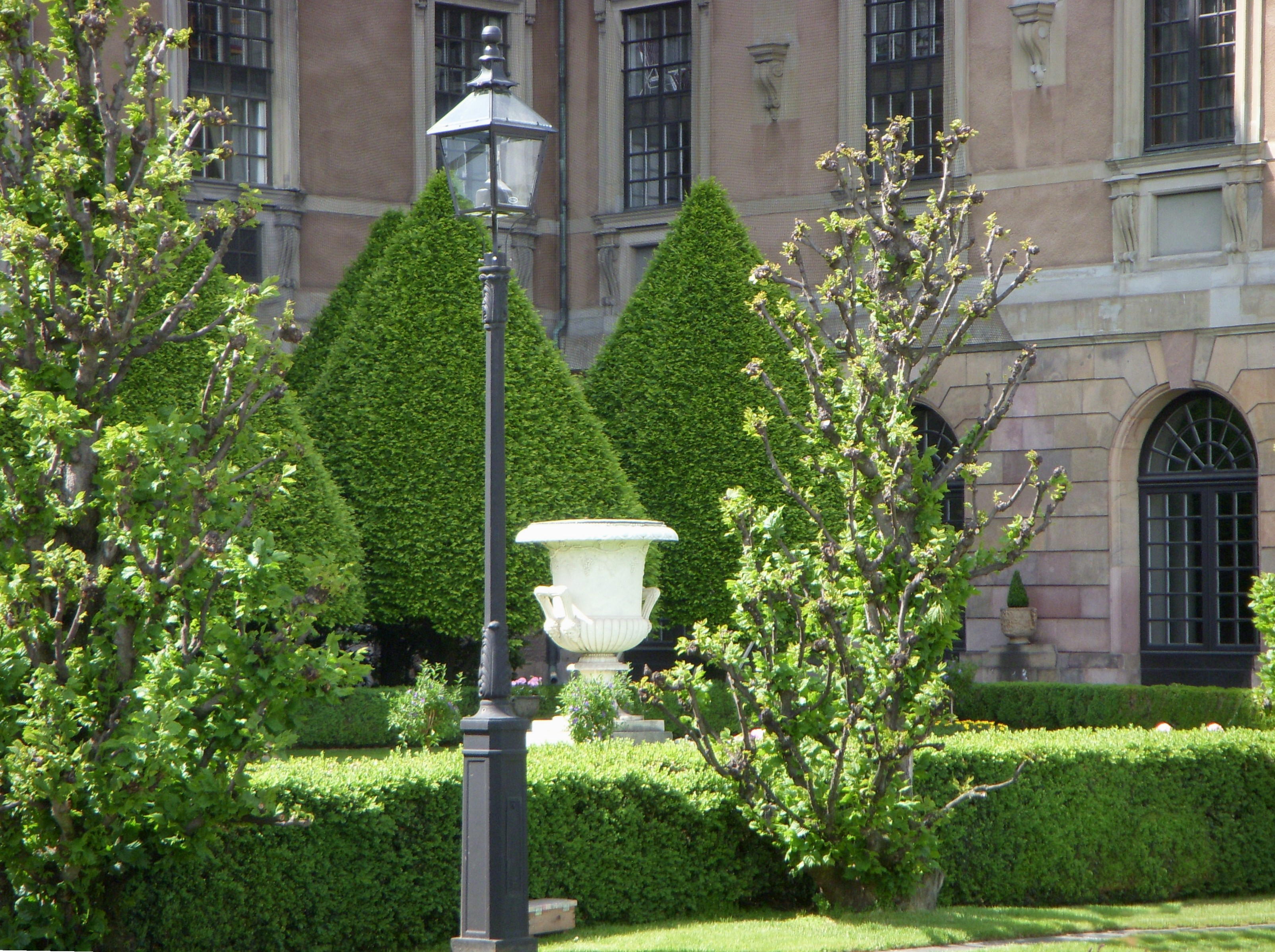
Logården och en av Hagaparkens urnor.
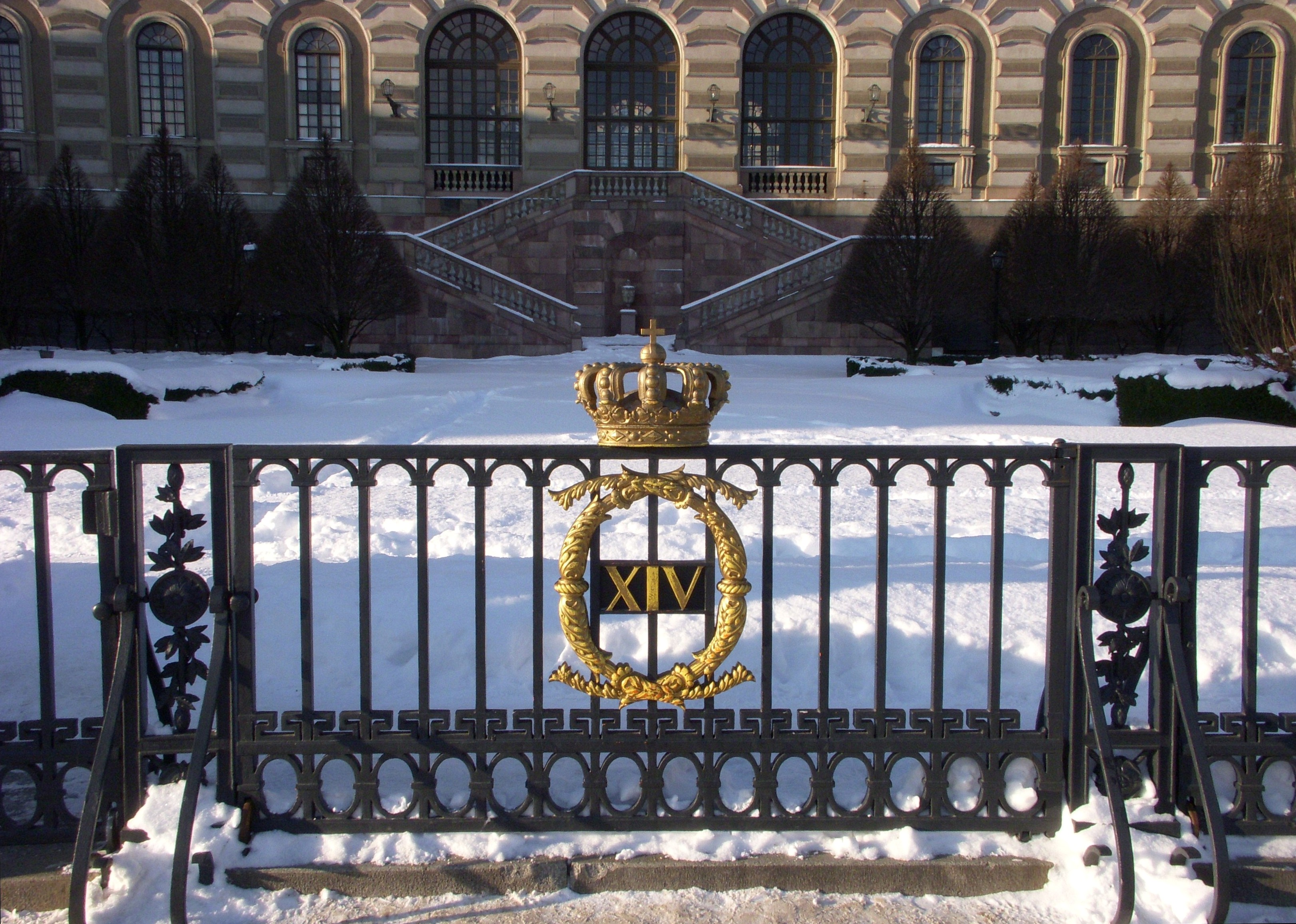
Axel Magnus Fahlcrantz' järnstaket med Karl XIV Johans namnchiffer.
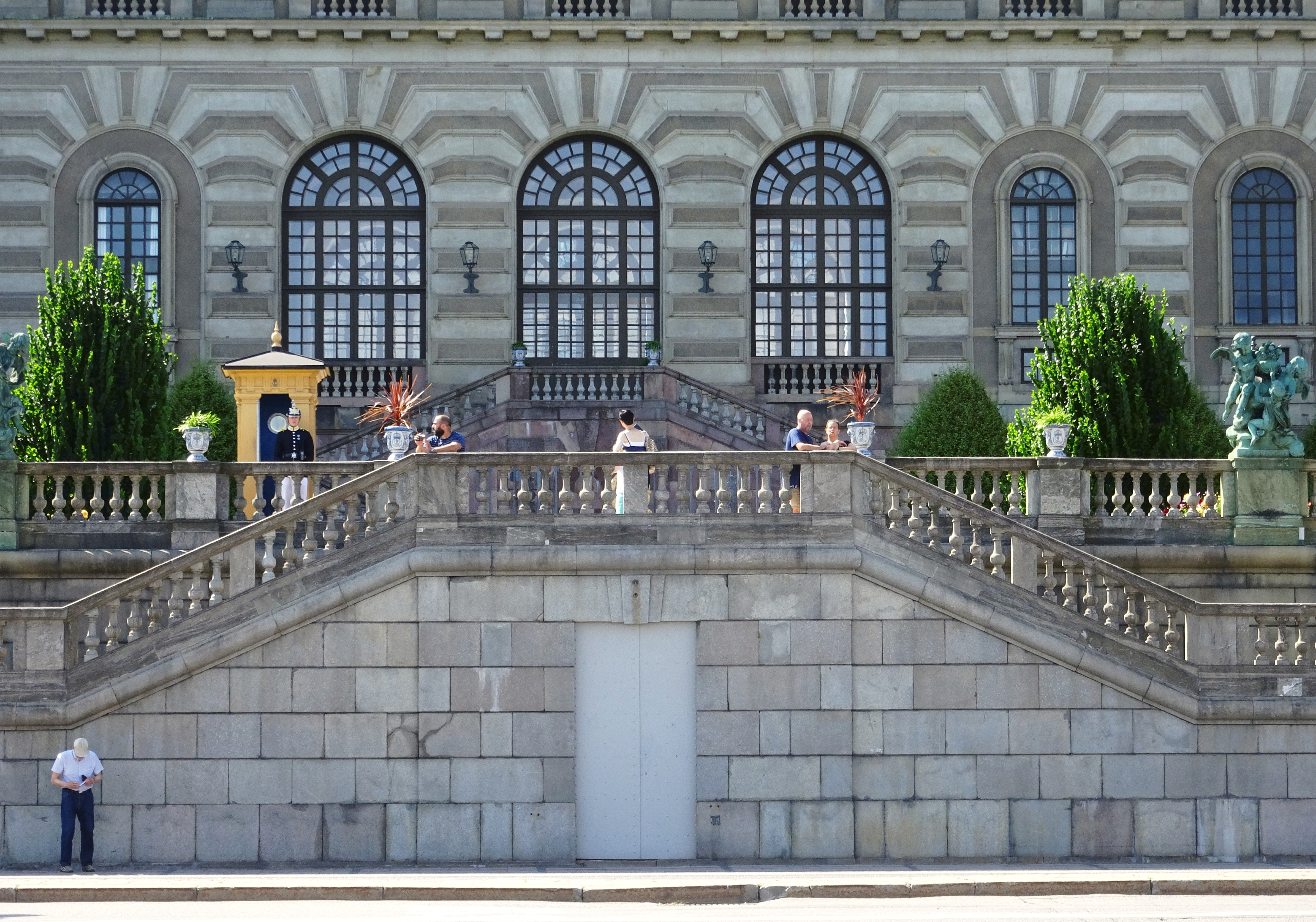
Logårdsmuren (Logårdsbarriären).